# Бланка I Наварска
Вижте пояснителната страница за други личности с името Бианка.
Бланка I или Бланш I, още и Бланш д'Еврьо (на испански: Blanca I de Navarra, Blanca de Evreux; на френски: Blanche Ire de Navarre, Blanche d’Évreux), е кралица на Навара (1425 – 1441), наследила наварския престол от баща си – крал Карл III Наварски.

## Произход и ранни години
Родена е на 6 юли 1387 г. в Памплона, Кралство Навара. Дъщеря е на наварския крал Карл III Наварски и на инфанта Леонор Кастилска.
Тъй като Бланка е втора от шестте дъщери на кралската двойка, не се очаквало един ден тя да наследи престола на Навара. Дълго време за бъдеща кралица на Навара е била подготвяна по-голямата ѝ сестра – Хуана. След дълги години, през които родителите ѝ не успяват да се сдобият с мъжки наследници, през 1397 г. кралицата най-после ражда син – Карл, който става наследник на короната. През 1401 г. се ражда и вторият им син Луис. В рамките на едно десетилетие обаче поредица от трагични смъртни случаи в кралското семейство превръщат Бланка в наследница на престола: през 1402 г. умират двамата ѝ братя, а сестра ѝ Хуана, която официално е призната за престолонаследница през 1402 г., умира бездетна през 1413 г. По този начин Бланка застава начело на престолонаследието.

## Кралица на Сицилия
При трима сигурни наследници на короната, положението на втората кралска дъщеря трябвало да бъде уредено чрез сключване на перспективен брак. За съпруг на Бланка е избран кралят на Сицилия Мартин I. Първоначално двамата са венчани по доверие на 21 май 1402 в Катания, след което Бланка поема по пътя към новата си родина, където трябвало да срещне съпруга си за първи път. Двамата са венчани лично на 26 декември същата година. По това време Бланка е на петнадесет години, а съпругът ѝ – на двадесет и осем.
Съпругът на Бланка имал спешна нужда от законен наследник, тъй като надживява предишната си съпруга и съвладетелка Мария Сицилианска и единствения им син. През 1406 г. Бланка ражда дългоочаквания наследник на Мартин I, но детето, което носи името на баща си, умира на следващата година. През 1409 г. умира и съпругът на Бланка, който, без да има законни наследници, е наследен на престола от баща си – арагонския крал Мартин I Арагонски.

## Годеж с Лудвиг VII
След смъртта на първия ѝ съпруг Бланка се установява във Франция, където още през същата 1409 г. тя е сгодена за Лудвиг VII, херцог на Бавария-Инголщат, който е брат на френската кралица Изабела – съпругата на Шарл VI. През 1410 г. обаче Лудвиг VII разтрогва годежа. Неуспешен се оказва и планът Бланка да се омъжи за херцога на Бар Едуард III.

## Кралица на Навара
През 1413 г. умира сестрата на Бланка, поради което бившата кралица на Сицилия става наследник на наварската корона. Баща ѝ крал Карл III я признава официално за своя законна наследница на престола на 28 октомври 1416 г. в Олите. На 8 ноември 1419 г. в Олите официално е обявен и годежът ѝ с арагонския инфант Хуан – син и наследник на арагонския крал Фердинанд I. Брачният им договор е сключен на 5 декември същата година в Памплона. На 10 юни 1420 г. новият годеник на Бланка пристига в Памплона, където двамата са венчани на 18 юни.
Бащата на Бланка умира на 8 септември 1425 г. Бланка, вече кралица на Навара, е коронована заедно със съпруга си в Памплона на 15 май 1429 г. По време на съвместното им управление в Навара съпругът на Бланка предпочита да не се меси пряко в управлението на Навара, отдавайки по-голяма тежест на участието си в гражданската война в Кастилия.
Освен към наварската корона Бланка I предявява претенции и към властта над Херцогство Ньомур, чийто херцог е бил баща ѝ. С тези претенции Бланка I се обръща за съдействие към френския крал Шарл VII. На 5 февруари 1437 г. излиза и решението на френския крал, който преотстъпва на Бланка управлението на Ньомур и доходите от него за период от една година. При все това някои от ключовите градове на апанажа, като Ньомур, Шато Ландон и Мец льо Маршал, били изключени от сделката и оставали във владение на френската корона. Въпреки това обаче Бланка продължила да се титулува като херцогина на Ньомур.
Бланка I Наварска умира на 1 април 1441 г. в Санта Мария ла Реал де Ниева, Кралство Кастилия и Леон. Съгласно завещанието ѝ короната на Навара трябвало да премине у сина ѝ Карл, но той не трябвало да се титулува крал, докато съпругът ѝ е жив. Хуан II обаче отстранява сина си от управлението на Навара и отказва да признае правата му върху престола ѝ, което става причина в кралството да избухне гражданска война.

## Деца
Бланка и Хуан II имат децата:
- Карл (29 май 1421 – 23 септември 1461), принц Виански от 1421 г., наместник на Навара (1441 – 1447), претендент за наварската корона (под името Карл IV);
- Хуана (1423 – 22 август 1425);
- Бланка (1424 – 2 декември 1464), принцеса Вианска от 1461, претендент за наварската корона (под името Бланш II); брак: на 15 септември 1440 година (Валядолид, анулиран през 1453 година) за Енрике IV Безсилния (25 януари 1425 – 11 декември 1474), крал на Кастилия и Леон от 1454 година;
- Леонор (2 февруари 1425 – 12 февруари 1479), кралица на Навара от 1479; мъж: от 30 юли 1436 година Гастон IV дьо Грайи (26 февруари 1423 – 25 юли 1472), граф дьо Фоа и дьо Бигор, виконт дьо Беарн от 1436, виконт дьо Кастелбон 1425 – 1462, виконт дьо Нарбон 1447 – 1468, пер на Франция от 1458.